# Tiger Suit
Tiger Suit to trzeci studyjny album szkockiej piosenkarki KT Tunstall, wydany przez Relentless Records w 2010 roku. Singlami z tej płyty są: "(Still a) Weirdo", "Fade Like a Shadow" i "Lost".

## Lista utworów
Teksty utworów napisane przez KT Tunstall, muzyka jak podano poniżej.
1. "Uummannaq Song" (Tunstall) – 3:37
2. "Glamour Puss" (Tunstall, Greg Kurstin) – 3:19
3. "Push That Knot Away" (Tunstall) – 3:46
4. "Difficulty" (Tunstall) – 4:59
5. "Fade Like a Shadow(inne języki)" (Tunstall) – 3:28
6. "Lost" (Tunstall, Martin Terefe) – 4:41
7. "Golden Frames" (Tunstall) – 3:46
8. "Come On, Get In" (Tunstall, Terefe) – 3:40
9. "(Still a) Weirdo" (Tunstall, Kurstin) – 3:40
10. "Madame Trudeaux" (Tunstall, Linda Perry) – 3:18
11. "The Entertainer" (Tunstall, Jimmy Hogarth) – 4:50